# フェリーニ (小惑星5150番)
フェリーニ (5150 Fellini) は、小惑星帯の小惑星。パロマー天文台のトム・ゲーレルスとライデン天文台のファン・ハウテン夫妻が発見した。
イタリア人の映画監督フェデリコ・フェリーニ (Federico Fellini) に因んで名付けられた。なお、日本語で表記すると「フェリーニ」になる小惑星がもう一つ存在する (10584 Ferrini)。